# سوتی ولاس
Sveti Vlas ( known as St Vlas) (بلغاری: Свети Влас, is a town and seaside resort on the دریای سیاه coast of بلغارستان, located in Nesebar municipality، استان بورگاس. As of July 2007, it has a population of 3,869.
سوتی ولاس شهری در استان بورگاس کشور بلغارستان است که جمعیت آن در سال ۲۰۰۱ میلادی ۲٬۳۱۱ نفر بوده‌است.